# Teoria równoległych wszechświatów
Teoria równoległych wszechświatów – pierwszy album studyjny polskiego rapera i producenta muzycznego Tau wydany pod pseudonimem Medium. Wydawnictwo ukazało się 22 listopada 2011 roku nakładem wytwórni muzycznej Asfalt Records. Płyta została w całości wyprodukowana przez samego Kowalczyka. Miksowanie i mastering zrealizował Marek Dulewicz. Natomiast scratche wykonał DJ Funktion. Materiał był promowany teledyskiem do utworu "Obiekt pożądania", który został zrealizowany przez zespół producencki MadMosquito.

## Lista utworów
| #                                    | Tytuł                               | Sample / uwagi | Czas |
| ------------------------------------ | ----------------------------------- | --- | ---- |
| 1                                    | "Geneza"                            | - Supertramp – "School" | 1:18 |
| 2                                    | "Nieznane"                          | - Jukka Kuoppamäki - "So Much, So Soon" - Babies Singers - "Dormi Mio Dolce Tesoro (Ninna Nanna Di Mozart)" - Funk, Inc. - "Kool Is Back"                                                                                | 4:31 |
| 3                                    | "Winda sumienia"                    | - Anna German – "Bal u Posejdona" - Gitara: Piotr Restecki | 3:02 |
| 4                                    | "Spokój Ducha"                      | - James Royal - "Call My Name" | 3:02 |
| 5                                    | "Teoria równoległych wszechświatów" | - The Backyard Heavies - "Expo '83" | 3:00 |
| 6                                    | "Zmartwychwstanie"                  | - Common – "Resurrection '95" - Hi-Tek – "The Sun God" - Keyboard: Radosław Kupis | 3:32 |
| 7                                    | "Aromantycznie"                     | - Nat King Cole – "These Foolish Things" - Keith Jarrett – "Köln, January 24, 1975 Part II A" - Gitara: Piotr Restecki - Trąbka: Rafcox                                                                                  | 4:06 |
| 8                                    | "Gwiazda wieczoru"                  | | 3:03 |
| 9                                    | "Pralnia myśli"                     | - Hanna Banaszak – "Nadciąga Banał" - Cold Grits - "It’s Your Thing" | 2:46 |
| 10                                   | "Niewidzialna część"                | - The Backyard Heavies - "Expo '83" | 3:22 |
| 11                                   | "Karuzela"                          | | 3:37 |
| 12                                   | "Dzielnica uNYsłu"                  | - Miles Davis – "Bitches Brew" - Sugar Billy Garner - "I Got Some" - Das EFX – "Mic Checka" - Das EFX – "Real Hip-Hop" - Nas – "N.Y. State of Mind" - Ludacris – "I Do It for Hip Hop" - Keyboard: Bartłomiej Borowiecki | 3:59 |
| 13                                   | "Przyjacielu"                       | - Osjan – "Ossian" - Halina Frąckowiak / Grupa ABC – "Zabiorę Cię Ze Sobą" | 2:33 |
| 14                                   | "Obiekt pożądania"                  | - Chuck Mangione – "Love the Feelin'" - Bravehearts - "Situations" - Diggin' in the Crates Crew - "Thick" - Big L – "M.V.P." - Mary J. Blige – "Not Today"                                                               | 3:06 |
| 15                                   | "Żeglarzu"                          | - Grupa Skifflowa No To Co oraz Piotr Janczerski – "Świeci Się Warszawa" - Osjan – "Księga Deszczu VI" - Medium - "Spodziewam się końca świata" - gitara basowa: Tomasz Murawski                                         | 4:43 |
| 16                                   | "Promień"                           | - Aaliyah – "Rock the Boat" - Nas – "N.Y. State of Mind" - Trąbka: Rafcox | 4:37 |
| 17                                   | "Redial"                            | - Supertramp – "School" | 1:19 |
| Utwory dodatkowe na płycie winylowej |                                     | |      |
| 18                                   | "Dzielnica uNYsłu" (Qciek Remix)    | - Margie Joseph - "Punish Me" | 4:56 |
| 19                                   | "Nieznane" (O.S.T.R. Remix)         | | 4:04 |
| 20                                   | "Winda sumienia" (Emade Remix)      | | 2:56 |

## Wydania
| Rok  | Wytwórnia      | Format | Nr katalogowy | Region | •     |
| ---- | -------------- | ------ | ------------- | ------ | ----- |
| 2011 | Asfalt Records | CD     | AR-C91        | Polska | [ 3 ] |
| 2012 | Asfalt Records | 2xLP   | AR-W91        | Polska | [ 6 ] |